# Hallescher Fußball-Club 2013-2014
Questa voce raccoglie le informazioni riguardanti l'Hallescher Fußball-Club nelle competizioni ufficiali della stagione 2013-2014.

## Stagione
Nella stagione 2013-2014 l'Hallescher, allenato da Sven Köhler, concluse il campionato di 3. Liga al 9º posto.

## Rosa
| N. |                      | Ruolo | Calciatore       |
| -- | -------------------- | ----- | ---------------- |
| 1  | Polonia (bandiera)   | P     | Dominik Kisiel   |
| 2  | Germania (bandiera)  | D     | Robert Schick    |
| 4  | Germania (bandiera)  | D     | Daniel Ziebig    |
| 5  | Germania (bandiera)  | D     | Patrick Mouaya   |
| 6  | Germania (bandiera)  | A     | Toni Lindenhahn  |
| 7  | Germania (bandiera)  | D     | Florian Brügmann |
| 8  | Germania (bandiera)  | C     | Niklas Brandt    |
| 9  | Germania (bandiera)  | C     | Björn Ziegenbein |
| 10 | Germania (bandiera)  | C     | Anton Müller     |
| 11 | Germania (bandiera)  | C     | Akaki Gogia      |
| 14 | Finlandia (bandiera) | A     | Timo Furuholm    |
| 15 | Germania (bandiera)  | C     | Tony Schmidt     |
| 16 | Germania (bandiera)  | D     | Chris Reher      |
| 18 | Germania (bandiera)  | C     | Tim Kruse        |

| N. |                           | Ruolo | Calciatore         |
| -- | ------------------------- | ----- | ------------------ |
| 19 | Germania (bandiera)       | C     | Max Barnofsky      |
| 20 | Germania (bandiera)       | A     | Sören Bertram      |
| 21 | Germania (bandiera)       | A     | Pierre Merkel      |
| 22 | Germania (bandiera)       | C     | Robert Wagner      |
| 23 | Germania (bandiera)       | C     | Pierre Becken      |
| 24 | Germania (bandiera)       | P     | Franco Flückiger   |
| 25 | Germania (bandiera)       | D     | Marcel Baude       |
| 26 | Germania (bandiera)       | C     | Maik Wagefeld      |
| 27 | Germania (bandiera)       | D     | Philipp Zeiger     |
| 28 | Germania (bandiera)       | C     | Marcel Franke      |
| 29 | Germania (bandiera)       | C     | Mustapha Amari     |
| 30 | Germania (bandiera)       | P     | Pierre Kleinheider |
| 31 | Finlandia (bandiera)      | D     | Kristian Kojola    |
| 39 | Rep. del Congo (bandiera) | A     | Francky Sembolo    |

## Organigramma societario
Area tecnica
- Allenatore: Sven Köhler
- Allenatore in seconda: Dieter Strozniak
- Preparatore dei portieri: Jens Adler
- Preparatori atletici:

## Calciomercato

### Sessione estiva
| Acquisti | Acquisti           | Acquisti               | Acquisti |
| R.       | Nome               | da                     | Modalità |
| -------- | ------------------ | ---------------------- | -------- |
| D        | Marcel Baude       | Chemnitz               |          |
| A        | Sören Bertram      | Bochum                 |          |
| C        | Niklas Brandt      | Berliner AK 07         |          |
| D        | Florian Brügmann   | Bochum                 |          |
| C        | Marcel Franke      | Dinamo Dresda          |          |
| C        | Akaki Gogia        | St. Pauli              |          |
| P        | Dominik Kisiel     | Berliner AK 07         |          |
| P        | Pierre Kleinheider | FSV Francoforte II     |          |
| D        | Adli Lachheb       | Duisburg               |          |
| A        | Pierre Merkel      | Eintracht Braunschweig |          |
| D        | Robert Schick      | FSV Francoforte        |          |
| C        | Tony Schmidt       | Plauen                 |          |

| Cessioni | Cessioni          | Cessioni                | Cessioni |
| R.       | Nome              | a                       | Modalità |
| -------- | ----------------- | ----------------------- | -------- |
| A        | Nils Pichinot     | Goslarer                |          |
| D        | Jan Beneš         | Wacker Nordhausen       |          |
| D        | Dennis Carl       | Wacker Nordhausen       |          |
| D        | Sören Eismann     | Carl Zeiss Jena         |          |
| A        | Timo Furuholm     | Fortuna Düsseldorf      |          |
| C        | Marco Hartmann    | Dinamo Dresda           |          |
| A        | Angelo Hauk       | Wacker Burghausen       |          |
| D        | Nico Kanitz       | VfB Merseburg           |          |
| D        | Toni Leistner     | Dinamo Dresda           |          |
| A        | Dennis Mast       | Karlsruhe               |          |
| A        | Michael Preuß     | Markranstädt            |          |
| P        | Jürgen Rittenauer | 1. FC Rielasingen-Arlen |          |
| C        | Stefan Ronneburg  | Markranstädt            |          |
| D        | Steven Ruprecht   | Hansa Rostock           |          |
| C        | Erich Sautner     | Friburgo II             |          |
| C        | Kevin Zschimmer   | Neumünster              |          |

### Sessione invernale
| Acquisti | Acquisti        | Acquisti          | Acquisti |
| R.       | Nome            | da                | Modalità |
| -------- | --------------- | ----------------- | -------- |
| C        | Tim Kruse       | Saarbrücken       |          |
| A        | Francky Sembolo | Arminia Bielefeld |          |

| Cessioni | Cessioni     | Cessioni      | Cessioni |
| R.       | Nome         | a             | Modalità |
| -------- | ------------ | ------------- | -------- |
| D        | Adli Lachheb | Hessen Kassel |          |

## Risultati

### 3. Liga

#### Girone di andata
| Arbitro: | Willenborg |

|  |           |           |
|  | Marcatori | 23’ Frahn |

| Arbitro: | Siewer |

|                                                    |           |  |
| Tunjić 20’ Pfingsten-Reddig 36’ (rig.) Strangl 90’ | Marcatori |  |

| Arbitro: | Aarnink |

|                    |           |                         |
| Bertram 48’ (rig.) | Marcatori | 10’ Vunguidica 82’ Mann |

| Arbitro: | Rohde |

|           |           |  |
| Heider 8’ | Marcatori |  |

| Arbitro: | Heft |

|                         |           |  |
| Kojola 82’ Furuholm 90’ | Marcatori |  |

| Arbitro: | Weickenmeier |

|              |           |                        |
| Wanitzek 52’ | Marcatori | 63’ Gogia 73’ Furuholm |

| Arbitro: | Blos |

|                             |           |  |
| Lindenhahn 80’ Furuholm 90’ | Marcatori |  |

| Unterhaching 18 settembre 2013, ore 18:30 CEST 8ª giornata | Unterhaching | 0 – 0 referto | Hallescher | Alpenbauer Sportpark (1 350 spett.)\| Arbitro: \| Steinberg \| |
| Arbitro:                                                   | Steinberg    |               |            |                                                                |

| Arbitro: | Brand |

|  |           |                   |
|  | Marcatori | 17’ Titsch-Rivero |

| Arbitro: | Göpferich |

|                          |           |                                                   |
| Kotzke 4’ Amachaibou 51’ | Marcatori | 14’ Bertram 39’ Furuholm 84’ Lindenhahn 88’ Baude |

| Arbitro: | Gräfe |

|                       |           |                 |
| Bertram 24’ Gogia 33’ | Marcatori | 57’ (rig.) Fink |

| Arbitro: | Badstübner |

|                                      |           |  |
| Harder 11’, 77’ Solga 79’ Bajner 85’ | Marcatori |  |

| Arbitro: | Kempter |

|           |           |  |
| Gogia 45’ | Marcatori |  |

| Arbitro: | Kampka |

|                                 |           |                    |
| Radjabali-Fardi 12’ Peković 15’ | Marcatori | 70’ (rig.) Bertram |

| Arbitro: | Stegemann |

|                    |           |             |
| Bertram 35’ (rig.) | Marcatori | 88’ Deville |

| Arbitro: | Stieler |

|             |           |  |
| Soriano 56’ | Marcatori |  |

| Arbitro: | Cortus |

|           |           |                                  |
| Wolze 18’ | Marcatori | 6’ Gogia 30’ Franke 39’ Furuholm |

| Halle 30 novembre 2013, ore 14:00 CET 18ª giornata | Hallescher | 0 – 0 referto | Preußen Münster | Erdgas Sportpark (6 083 spett.)\| Arbitro: \| Steinberg \| |
| Arbitro:                                           | Steinberg  |               |                 |                                                            |

| Arbitro: | Dankert |

|                   |           |  |
| Ziebig 41’ (aut.) | Marcatori |  |

#### Girone di ritorno
| Arbitro: | Siebert |

|                        |           |                    |
| Kaiser 51’ Poulsen 65’ | Marcatori | 86’ (rig.) Bertram |

| Arbitro: | Kampka |

|  |           |                       |
|  | Marcatori | 3’ Nietfeld 41’ Göbel |

| Arbitro: | Stegemann |

|  |           |                                      |
|  | Marcatori | 44’ Ziegenbein 52’ Gogia 75’ Sembolo |

| Arbitro: | Christ |

|             |           |  |
| Sembolo 22’ | Marcatori |  |

| Arbitro: | Mix |

|                    |           |                  |
| Wenzel 23’ Luz 56’ | Marcatori | 39’, 79’ Sembolo |

| Arbitro: | Siewer |

|                                            |           |                        |
| Bertram 11’ (rig.), 21’ (rig.) Sembolo 53’ | Marcatori | 6’ Grüttner 63’ Halimi |

| Arbitro: | Drees |

|                                        |           |  |
| Testroet 8’ Nagy 14’ Becken 35’ (aut.) | Marcatori |  |

| Arbitro: | Alt |

|                                                |           |                               |
| Furuholm 15’ Bertram 52’ Franke 63’ Merkel 90’ | Marcatori | 65’ (rig.) Haberer 87’ Heller |

| Heidenheim an der Brenz 8 marzo 2014, ore 14:00 CET 28ª giornata | Heidenheim | 0 – 0 referto | Hallescher | Voith-Arena (8 200 spett.)\| Arbitro: \| Stein \| |
| Arbitro:                                                         | Stein      |               |            |                                                   |

| Arbitro: | Blos |

|                                  |           |                |
| Gogia 22’, 70’ Furuholm 38’, 65’ | Marcatori | 74’ Franziskus |

| Arbitro: | Cortus |

|             |           |             |
| Bankert 69’ | Marcatori | 90’ Sembolo |

| Halle 26 marzo 2014, ore 18:40 CET 31ª giornata | Hallescher | 0 – 0 referto | Borussia Dortmund II | Erdgas Sportpark (9 029 spett.)\| Arbitro: \| Göpferich \| |
| Arbitro:                                        | Göpferich  |               |                      |                                                            |

| Arbitro: | Osmers |

|                                             |           |              |
| Gondorf 8’ Stroh-Engel 40’, 67’ Behrens 43’ | Marcatori | 76’ Furuholm |

| Arbitro: | Meyer |

|                                                            |           |                                          |
| Furuholm 63’ Bertram 76’ (rig.) Sembolo 79’ Lindenhahn 90’ | Marcatori | 37’ (rig.), 52’ (rig.) Savran 90’ Blacha |

| Arbitro: | Ittrich |

|                                   |           |  |
| Ziemer 13’ Knipping 20’ Korte 69’ | Marcatori |  |

| Arbitro: | Valentin |

|            |           |                     |
| Merkel 90’ | Marcatori | 25’ (rig.) Marchese |

| Arbitro: | Weickenmeier |

|                |           |              |
| Ziegenbein 62’ | Marcatori | 22’ Bollmann |

| Arbitro: | Gerach |

|                         |           |                                    |
| Krohne 26’ Scherder 67’ | Marcatori | 19’ Furuholm 72’ Bertram 76’ Gogia |

| Arbitro: | Giese |

|                         |           |                                                           |
| Furuholm 5’ Sembolo 72’ | Marcatori | 6’ Hauk 58’ (rig.) Burkhard 63’ Taffertshofer 80’ Kulabas |

## Statistiche

### Statistiche di squadra
| Competizione | Punti | In casa | In casa | In casa | In casa | In casa | In casa | In trasferta | In trasferta | In trasferta | In trasferta | In trasferta | In trasferta | Totale | Totale | Totale | Totale | Totale | Totale | DR |
| Competizione | Punti | G       | V       | N       | P       | Gf      | Gs      | G            | V            | N            | P            | Gf           | Gs           | G      | V      | N      | P      | Gf     | Gs     | DR |
| ------------ | ----- | ------- | ------- | ------- | ------- | ------- | ------- | ------------ | ------------ | ------------ | ------------ | ------------ | ------------ | ------ | ------ | ------ | ------ | ------ | ------ | -- |
| 3. Liga      | 51    | 19      | 9       | 5       | 5       | 29      | 22      | 19           | 5            | 4            | 10           | 21           | 33           | 38     | 14     | 9      | 15     | 50     | 55     | -5 |
| Totale       | 51    | 19      | 9       | 5       | 5       | 29      | 22      | 19           | 5            | 4            | 10           | 21           | 33           | 38     | 14     | 9      | 15     | 50     | 55     | -5 |

### Andamento in campionato
| Giornata  | 1  | 2  | 3  | 4  | 5  | 6  | 7  | 8  | 9  | 10 | 11 | 12 | 13 | 14 | 15 | 16 | 17 | 18 | 19 | 20 | 21 | 22 | 23 | 24 | 25 | 26 | 27 | 28 | 29 | 30 | 31 | 32 | 33 | 34 | 35 | 36 | 37 | 38 |
| --------- | -- | -- | -- | -- | -- | -- | -- | -- | -- | -- | -- | -- | -- | -- | -- | -- | -- | -- | -- | -- | -- | -- | -- | -- | -- | -- | -- | -- | -- | -- | -- | -- | -- | -- | -- | -- | -- | -- |
| Luogo     | C  | T  | C  | T  | C  | T  | C  | T  | C  | T  | C  | T  | C  | T  | C  | T  | T  | C  | T  | T  | C  | T  | C  | T  | C  | T  | C  | T  | C  | T  | C  | T  | C  | T  | C  | C  | T  | C  |
| Risultato | P  | P  | P  | P  | V  | V  | V  | N  | P  | V  | V  | P  | V  | P  | N  | P  | V  | N  | P  | P  | P  | V  | V  | N  | V  | P  | V  | N  | V  | N  | N  | P  | V  | P  | N  | N  | V  | P  |
| Posizione | 15 | 17 | 19 | 20 | 17 | 15 | 12 | 14 | 15 | 14 | 9  | 13 | 9  | 12 | 12 | 13 | 12 | 12 | 13 | 15 | 18 | 15 | 12 | 12 | 11 | 12 | 9  | 8  | 7  | 7  | 8  | 11 | 8  | 9  | 9  | 9  | 8  | 9  |

Legenda:

Luogo: C = Casa; T = Trasferta. Risultato: V = Vittoria; N = Pareggio; P = Sconfitta.

### Statistiche dei giocatori
| M. Amari       | 2  | 0  | 0  | 0 |
| M. Barnofsky   | 0  | 0  | 0  | 0 |
| M. Baude       | 17 | 1  | 4  | 0 |
| P. Becken      | 15 | 0  | 3  | 0 |
| S. Bertram     | 36 | 11 | 8  | 0 |
| N. Brandt      | 15 | 0  | 2  | 0 |
| F. Brügmann    | 32 | 0  | 4  | 0 |
| F. Flückiger   | 0  | 0  | 0  | 0 |
| M. Franke      | 36 | 2  | 8  | 0 |
| T. Furuholm    | 32 | 12 | 9  | 0 |
| A. Gogia       | 36 | 8  | 7  | 0 |
| D. Kisiel      | 3  | 0  | 0  | 0 |
| P. Kleinheider | 35 | 0  | 1  | 0 |
| K. Kojola      | 20 | 1  | 3  | 0 |
| T. Kruse       | 15 | 0  | 5  | 0 |
| A. Lachheb     | 5  | 0  | 1  | 0 |
| T. Lindenhahn  | 26 | 3  | 4  | 1 |
| P. Merkel      | 25 | 2  | 1  | 0 |
| P. Mouaya      | 15 | 0  | 5  | 0 |
| A. Müller      | 12 | 0  | 1  | 0 |
| N. Pichinot    | 0  | 0  | 0  | 0 |
| C. Reher       | 2  | 0  | 0  | 0 |
| R. Schick      | 11 | 0  | 1  | 1 |
| T. Schmidt     | 27 | 0  | 5  | 0 |
| F. Sembolo     | 14 | 8  | 5  | 0 |
| M. Wagefeld    | 6  | 0  | 1  | 0 |
| R. Wagner      | 0  | 0  | 0  | 0 |
| P. Zeiger      | 16 | 0  | 5  | 0 |
| D. Ziebig      | 36 | 0  | 14 | 0 |
| B. Ziegenbein  | 21 | 2  | 2  | 0 |